# Route départementale

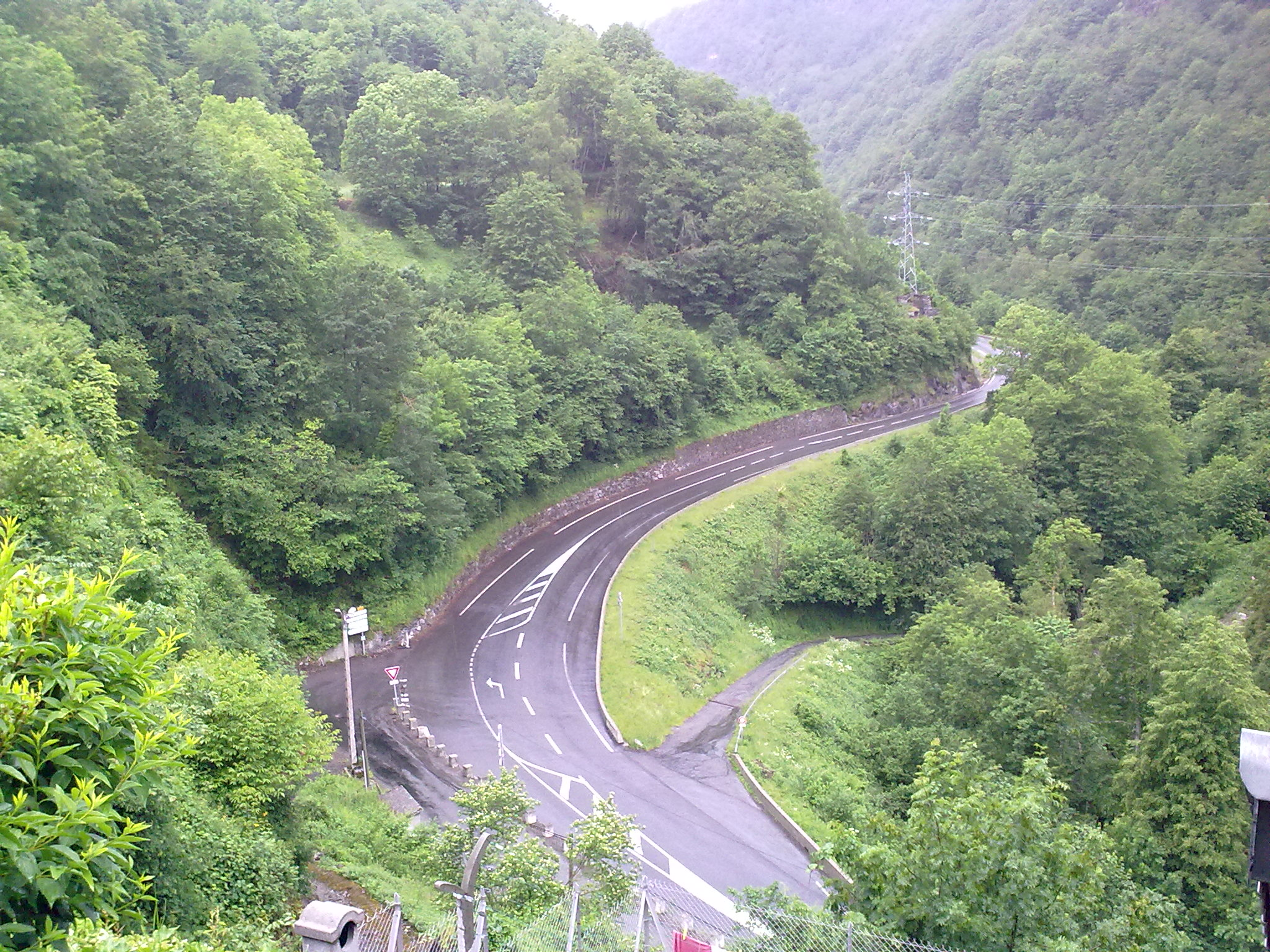
D 929 bei Tramezaïgues (Hautes-Pyrénées)

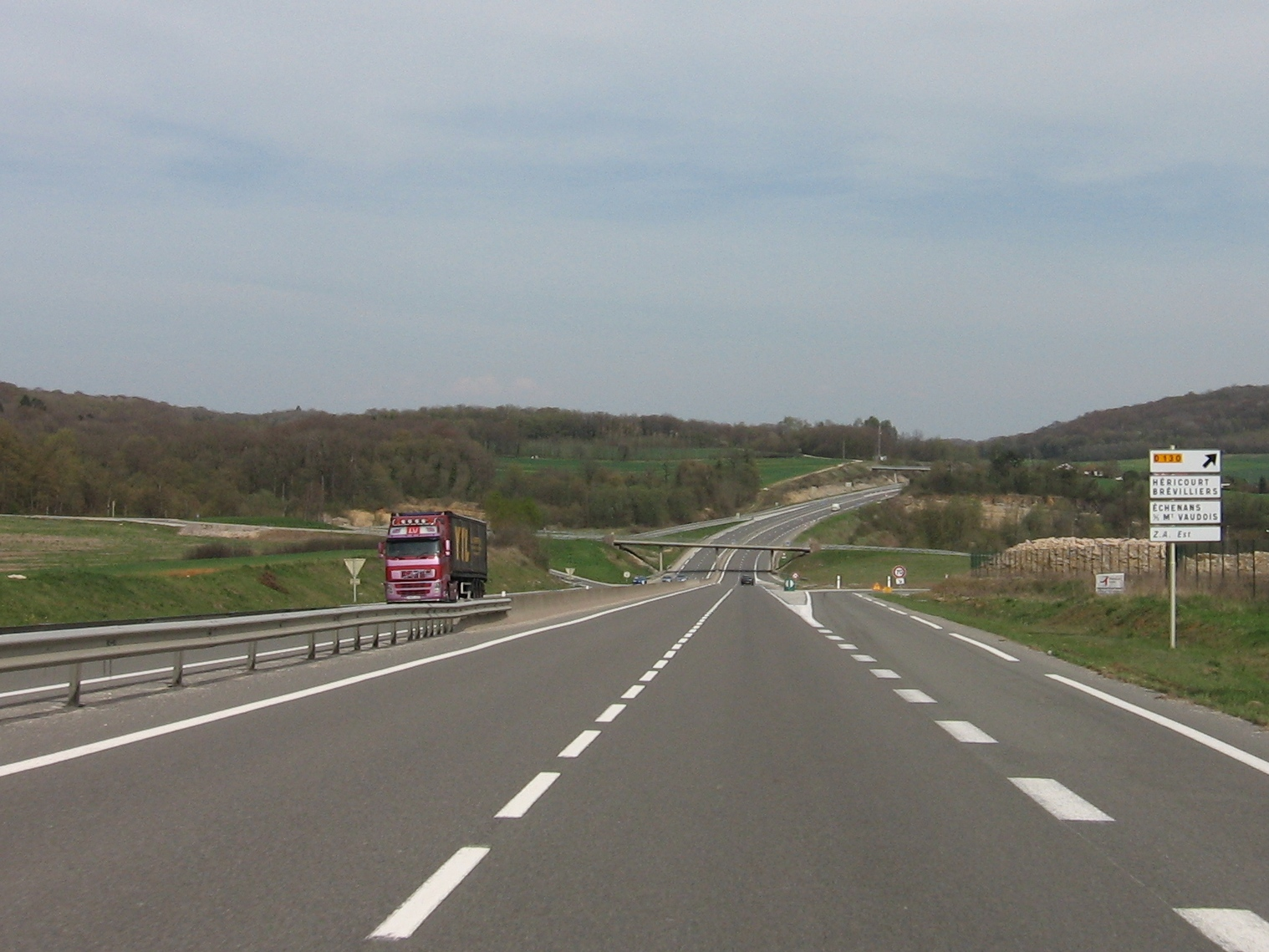
Autobahnähnlich ausgebaute D 438 im Département Haute-Saône nahe Belfort

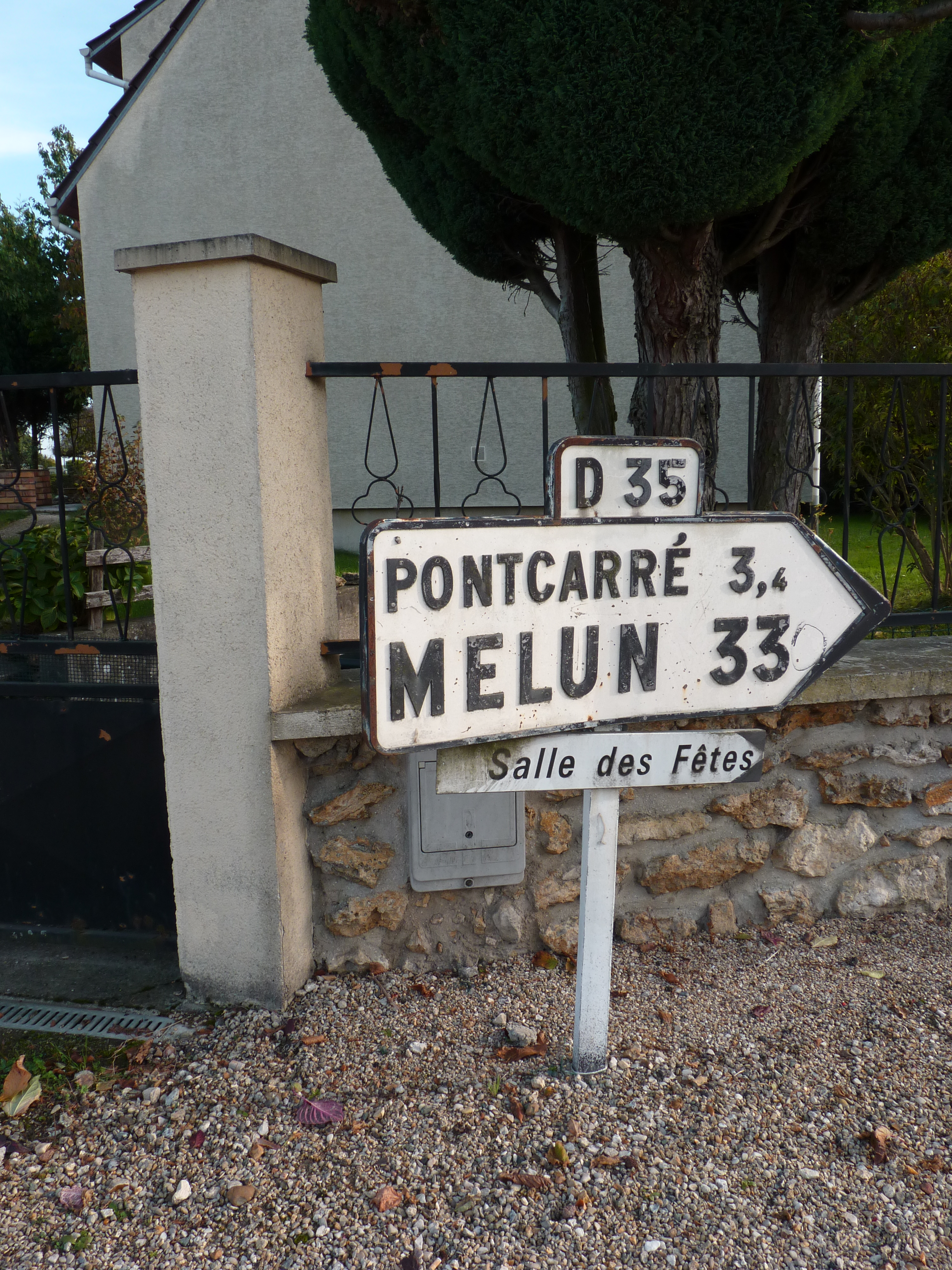
Wegweiser mit Straßennummer D 35 im Département Seine-et-Marne

Die Route départementale (deutsch Departement-Straße oder Departementsstraße) ist eine Straßenkategorie in Frankreich. Diese Straßen sind für den interkommunalen Durchgangsverkehr, teilweise auch für den Fernverkehr bestimmt und werden von den Départements verwaltet. Die Nummerierung beginnt mit einem „D“; häufig wird auch die Abkürzung „RD“ benutzt. Die Straßenschilder sind gelb mit schwarzer Schrift.
Eine den Departementstraßen übergeordnete Bedeutung im Fernverkehr haben die Nationalstraßen und die Autobahnen. Vereinzelt werden aber auch Schnellstraßen den Departementstraßen zugeordnet.
Departementsstraßen entsprechen damit in etwa den deutschen Kreisstraßen und Landesstraßen. Ein für die Orientierung als Verkehrsteilnehmer wichtiger Unterschied zu diesen ist jedoch, dass auf Wegweisern, Ortsschildern und anderen Verkehrszeichen im Verlauf von Departementsstraßen die Straßennummer stets mit angezeigt wird.
Zum 1. Januar 2012 wurden im Département Alpes-Maritimes Departementsstraßen in und um Nizza zu Route métropolitaine erklärt. Diese tragen bis zur Umnummerierung statt des „D“ ein „M“ und die Nummer der Departementstraße, aus der sie hervorgehen. Die Schilder sind hellblau mit weißer Schrift.
Im Département Gironde trägt ein Fahrradweg, der auf einer alten Bahntrasse angelegt wurde, eine Departementstraßennummer.

## Geschichte
Anlässlich der Französischen Revolution wurden am 22. Dezember 1789 die Départements gebildet. Durch Gesetzgebungen des französischen Verkehrsministeriums vom 16. Dezember 1811 und vom 17. Januar 1813 wurde damit begonnen, die Straßen in drei Klassen einzuteilen. Zur 1. Klasse gehörten die Routes impériales und die Routes départementales.

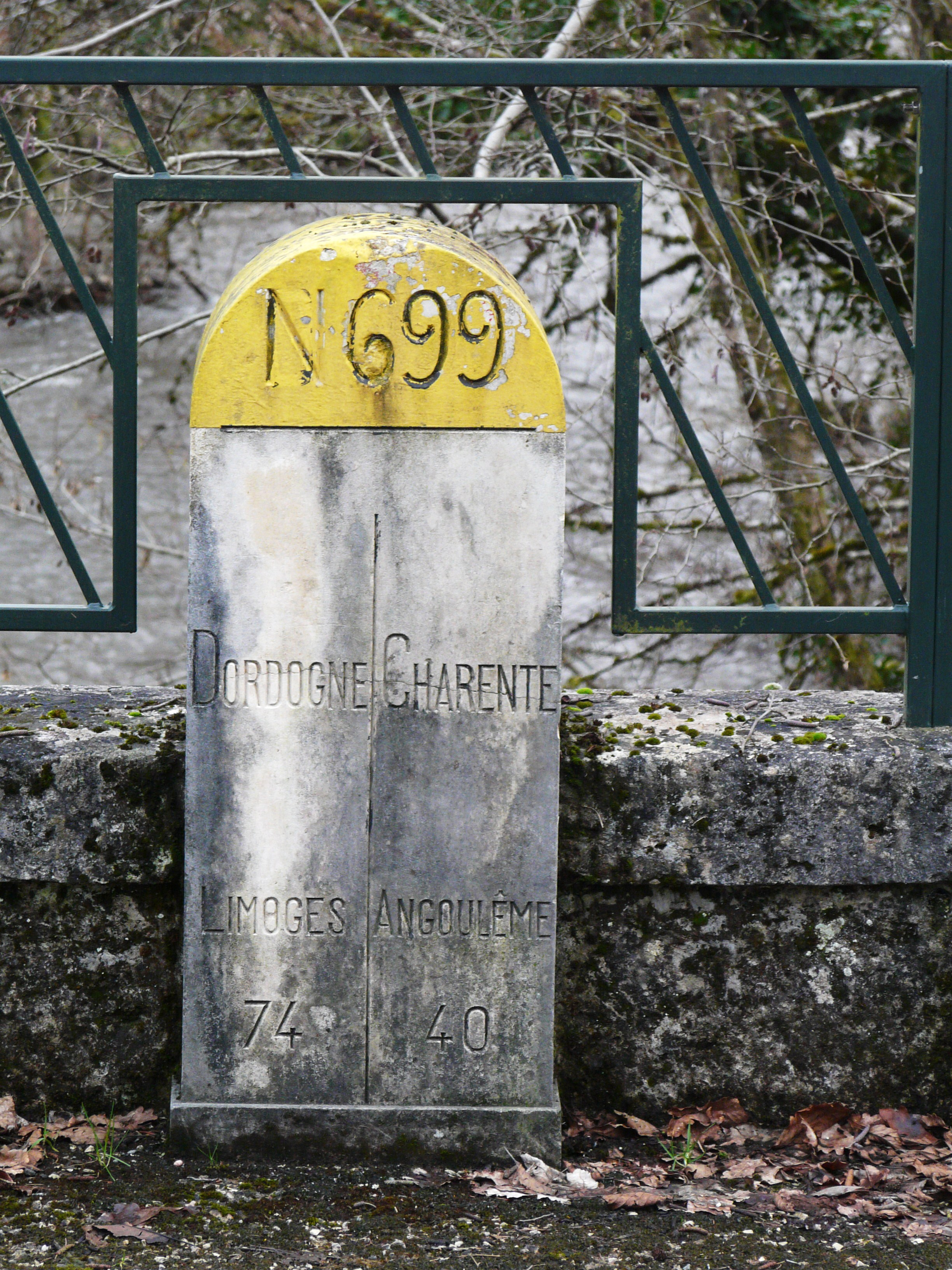
Grenzstein zwischen den Départements Dordogne und Charente an der D 699 (ehem. N 699). Der Stein trägt die Straßenbezeichnung der früheren Nationalstraße, ist jedoch in departementstraßen-typischem Gelb gestrichen.

Im Zuge mehrerer Reformen, zuletzt per Regierungsverordnung vom 5. Dezember 2005, wurden zahlreiche bis dahin als Route nationale geführte Straßen und Streckenabschnitte den Départements überantwortet und damit zu Departementsstraßen. Die dadurch erforderliche Änderung der Straßennummer wurde i. d. R. durch Hinzuzählen von 600, 900 oder 1000 zu der bisherigen Nationalstraßennummer realisiert (z. B. neu „D 619“ statt zuvor „N 19“). Auf Wegweisern, Straßenkarten und im Volksbewusstsein haben die neuen Nummern nur allmählich Einzug gehalten. Bisweilen ist auch heute noch die alte Bezeichnung in Gebrauch, was zu Missverständnissen und Orientierungsproblemen führen kann.

## Länge der Departementstraßen
Stand: 31. Dezember 2007
| Département                | km    |
| -------------------------- | ----- |
| 01 Ain                     | 4.450 |
| 02 Aisne                   | 5.490 |
| 03 Allier                  | 5.208 |
| 04 Alpes-de-Haute-Provence | 2.567 |
| 05 Hautes-Alpes            | 1.960 |
| 06 Alpes-Maritimes         | 2.617 |
| 07 Ardèche                 | 3.808 |
| 08 Ardennes                | 3.355 |
| 09 Ariège                  | 2.620 |
| 10 Aube                    | 4.508 |
| 11 Aude                    | 4.591 |
| 12 Aveyron                 | 5.924 |
| 13 Bouches-du-Rhône        | 3.063 |
| 14 Calvados                | 5.523 |
| 15 Cantal                  | 4.000 |
| 16 Charente                | 5.128 |
| 17 Charente-Maritime       | 5.986 |
| 18 Cher                    | 4.605 |
| 19 Corrèze                 | 4.761 |
| 2A Corse-du-Sud            | 1.998 |
| 2B Haute-Corse             | 2.459 |
| 21 Côte-d’Or               | 5.866 |
| 22 Côtes-d’Armor           | 4.587 |
| 23 Creuse                  | 4.353 |
| 24 Dordogne                | 4.962 |
| 25 Doubs                   | 3.708 |
| 26 Drôme                   | 4.227 |
| 27 Eure                    | 4.422 |
| 28 Eure-et-Loir            | 7.495 |
| 29 Finistère               | 3.551 |
| 30 Gard                    | 4.476 |
| 31 Haute-Garonne           | 6.662 |

| Département           | km    |
| --------------------- | ----- |
| 32 Gers               | 3.551 |
| 33 Gironde            | 6.444 |
| 34 Hérault            | 5.110 |
| 35 Ille-et-Vilaine    | 5.195 |
| 36 Indre              | 4.977 |
| 37 Indre-et-Loire     | 3.696 |
| 38 Isère              | 5.160 |
| 39 Jura               | 3.542 |
| 40 Landes             | 4.238 |
| 41 Loir-et-Cher       | 3.436 |
| 42 Loire              | 3.785 |
| 43 Haute-Loire        | 3.399 |
| 44 Loire-Atlantique   | 4.448 |
| 45 Loiret             | 3.631 |
| 46 Lot                | 4.026 |
| 47 Lot-et-Garonne     | 2.946 |
| 48 Lozère             | 2.289 |
| 49 Maine-et-Loire     | 4.932 |
| 50 Manche             | 7.762 |
| 51 Marne              | 4.176 |
| 52 Haute-Marne        | 3.861 |
| 53 Mayenne            | 3.687 |
| 54 Meurthe-et-Moselle | 3.261 |
| 55 Meuse              | 3.527 |
| 56 Morbihan           | 4.149 |
| 57 Moselle            | 4.270 |
| 58 Nièvre             | 4.381 |
| 59 Nord               | 5.242 |
| 60 Oise               | 4.061 |
| 61 Orne               | 5.810 |
| 62 Pas-de-Calais      | 6.191 |
| 63 Puy-de-Dôme        | 7.162 |

| Département              | km    |
| ------------------------ | ----- |
| 64 Pyrénées-Atlantiques  | 4.408 |
| 65 Hautes-Pyrénées       | 2.876 |
| 66 Pyrénées-Orientales   | 2.161 |
| 67 Bas-Rhin              | 3.654 |
| 68 Haut-Rhin             | 2.593 |
| 69 Rhône                 | 3.154 |
| 70 Haute-Saône           | 3.355 |
| 71 Saône-et-Loire        | 5.281 |
| 72 Sarthe                | 4.297 |
| 73 Savoie                | 3.153 |
| 74 Haute-Savoie          | 2.950 |
| 75 Ville de Paris        | –     |
| 76 Seine-Maritime        | 6.435 |
| 77 Seine-et-Marne        | 4.378 |
| 78 Yvelines              | 1.576 |
| 79 Deux-Sèvres           | 3.871 |
| 80 Somme                 | 4.554 |
| 81 Tarn                  | 4.126 |
| 82 Tarn-et-Garonne       | 2.464 |
| 83 Var                   | 2.915 |
| 84 Vaucluse              | 2.353 |
| 85 Vendée                | 4.582 |
| 86 Vienne                | 4.656 |
| 87 Haute-Vienne          | 3.979 |
| 88 Vosges                | 3.214 |
| 89 Yonne                 | 4.830 |
| 90 Territoire-de-Belfort | 536   |
| 91 Essonne               | 1.376 |
| 92 Hauts-de-Seine        | 397   |
| 93 Seine-Saint-Denis     | 342   |
| 94 Val-de-Marne          | 427   |
| 95 Val-d’Oise            | 1.182 |